# 安德伍德 (明尼蘇達州)
安德伍德（英語：Underwood）是一個位於美國明尼蘇達州奧特泰爾縣的城市。

## 歷史
安德伍德於1881年設立，得名自政治家及週刊主編阿多奈拉姆·賈德森·安德伍德（Adoniram Judson Underwood），1912年升格為城市。安德伍德的郵局自1884年起營運至今。

## 人口
根據2020年美國人口普查的數據，安德伍德的面積為1.52平方千米，皆為陸地。當地共有人口356人，而人口密度為每平方千米234人。